# Торніке Окріашвілі
То́рніке Окріашві́лі (груз. თორნიკე ოქრიაშვილი, нар. 12 лютого 1992, Руставі, Грузія) — грузинський футболіст, півзахисник національної збірної Грузії та російського «Краснодара». Зазвичай грає у центрі поля, однак, також іноді зміщується на фланги. 
Насамперед відомий виступами у складі грузинської «Гагри» й українських футбольних клубів «Іллічівця» та «Чорноморця», а також юнацьку (U-19), молодіжну та національну збірну Грузії.

## Життєпис

### Клубна кар'єра

#### Перші роки
Торніке Окріашвілі народився 12 лютого 1992 року у грузинському місті Руставі. Юнак виховувався у клубі «Олімпі» із рідного міста. Згодом молодик перейшов в інший місцевий футбольний клуб, «Гагра», що тільки-но перейшов до елітного дивізіону чемпіонату Грузії в Умаглесі лігу. 

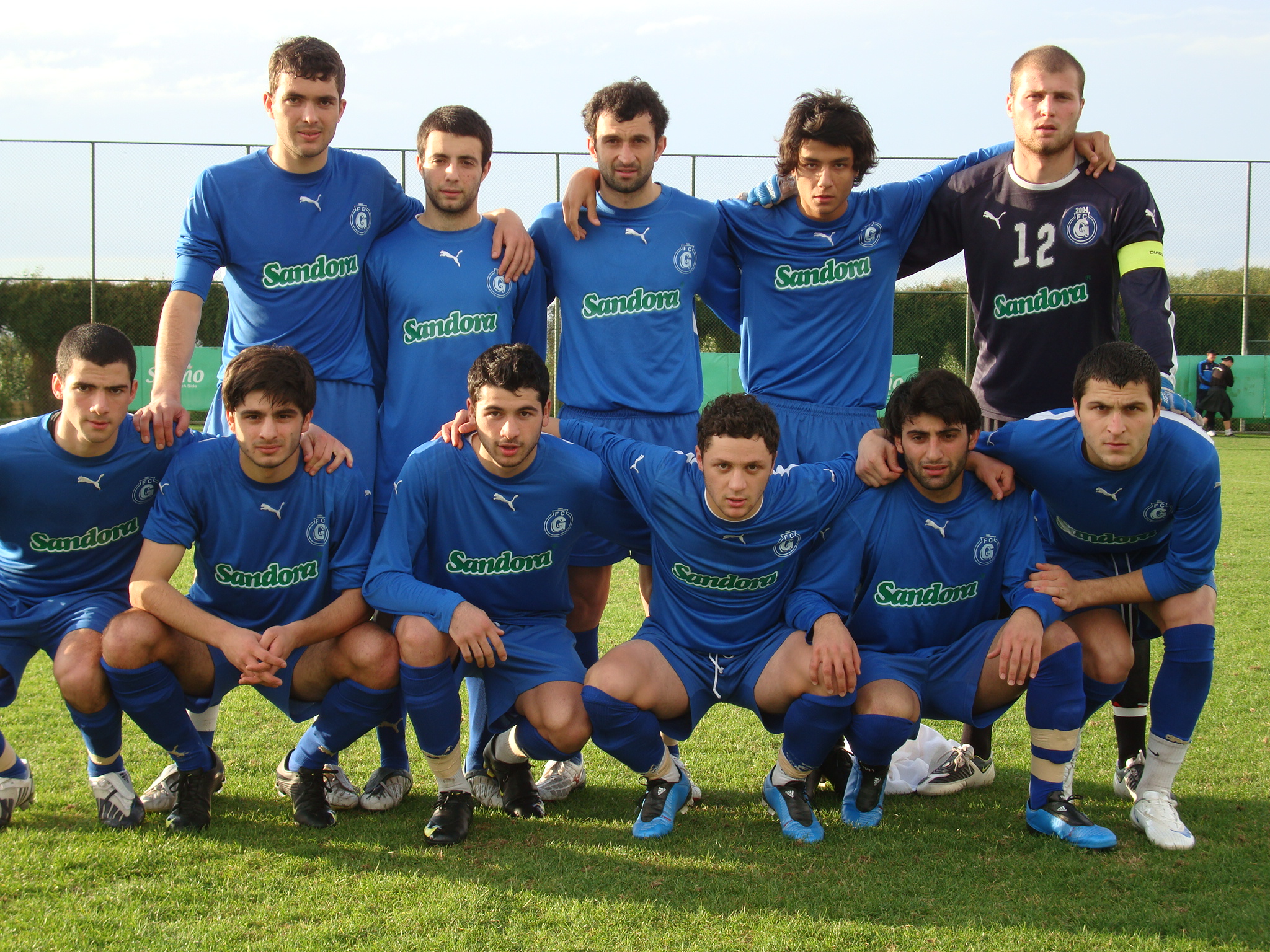
Торніке (верхній ряд, другий праворуч) у складі «Гарги»

Свій перший матч у професіональному футболі Торніке відіграв у сезоні 2008–2009 років й провів тоді лише цю єдину гру. Наступного сезону 2009–2010 років футболіст зумів потрапити до основного складу команди, закріпившись там. Тоді Окріашвілі відіграв 22 матчі у чемпіонаті, забивши один м'яч, та один матч у кубку Грузії. Однак, наприкінці сезону клуб опинився на 10-ій сходинці дивізіону й вилетіла до Пірвелі ліги.

#### Переїзд в Україну
У червні 2010 року, під час міжсезонного трансферного вікна, Торніке побував на перегляді у російському футбольному клубі «Зеніт» з міста Санкт-Петербург. Гравцем також цікавився бельгійський «Андерлехт» й клуби з Нідерландів, Туреччини та Німеччини. Провівши в Австрії, у місті Кітцбюель, де проходив збір російської команди, близько тижня Окріашвілі покинув пітерців. А вже наприкінці місяця грузин, на правах оренди, підписав піврічний контракт з українським футбольним клубом «Шахтар» з Донецька. «Гірники» залишили за собою першочергове право викупити контракт футболіста. У свої, тоді ще, 18 років молодий грузин приєднався до молодіжного складу команди. 
По завершенню оренди, на початку 2011 року, донеччани викупили права на футболіста у «Гагри» за 400 тисяч євро, хоч за даними сайту transfermarkt.com на той час він коштував у два рази дешевше. На початку 2010–2011 років футболіст виступав виключно у дублюючому складі команди, де у тринадцятьох матчах зумів забити три голи. Свій перший офіційний матч грузинський футболіст у складі «молодіжки» донеччан провів 9 липня 2010 року проти однолітків із криворізького «Кривбасу». На той час дубль «гірників» головував колишній футболіст цього клубу Валерій Яремченко, однак, згодом тренер покинув команду.

#### «Іллічівець»

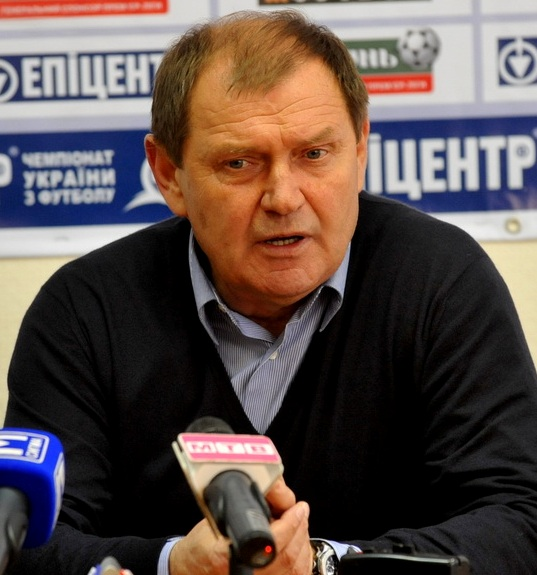
Перший тренер Окріашвілі в Україні — Валерій Яремченко

Наприкінці 2010 року, 26 листопада, Яремченка було призначено головним тренером одного з неофіційних «фарм-клубів» «Шахтаря» — маріупольського «Іллічівця». У січні 2011 року Окріашвілі на правах оренди приєднався саме до маріупольського колективу, що тоді виступав в українській Прем'єр-лізі, обравши собі 80-й номер. У вищому дивізіоні українського чемпіонату Торніке дебютував 4 березня 2011 року у виїзному матчі проти запорізького «Металурга». Того дня Окріашвілі вийшов у стартовому складі команди й відіграв усі дев'яносто хвилин. «Іллічі» у тому матчі виграли з рахунком 4:0 на свою користь. А вже у наступному матчі проти луганської «Зорі» грузинський легіонер зумів відзначитися результативною гольовою передачею. Відігравши у весняній частині сезону всього 10 матчів Торніке не забив жодного м'яча. Однак, під керівництвом тодішнього головного тренеру клубу, Валерія Яремченка, перекваліфікувався на опорного півзахисника. Наприкінці чемпіонату України перед матчу останнього, 30-го, туру маріупольський клуб знаходився на 15-ій позначці, що означало виліт до першої ліги чемпіонату України. В останньому матчі сезону команді потрібно було зіграти домашній матч із найтитулованішим на той момент клубом України та СРСР, київським «Динамо». Столичний клуб на той момент знаходився на другій позначці турнірної таблиці, маючи 65 очок, а відставання від лідера дивізіону, донецького «Шахтаря» сягало 7-ох очок, які київська команда не могла отримати в жодному разі. Однак, якщо дня «динамівців» цей матч нічого не змінював у турнірній таблиці, то для маріупольської команди для того, щоб залишитися в елітному дивізіоні потрібно було тільки вигравати у гранда. Матч проходив 21 травня 2011 року, Окріашвілі вийшов на поле при нічийному рахунку 2:2 на 85-й хвилині матчу, замінивши автора першого голу, забитого «іллічами», Костянтина Ярошенка. Вже на першій доданій хвилині другого тайму Ігор Тищенко забив третій гол у ворота «біло-синіх», що по-перше, означало перемогу маріупольської команди, а по-друге залишало її в Прем'єр-лізі.

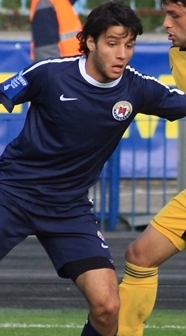
Торніке_Окріашвілі під час виступів за «Іллічівець». 2011 рік.

Наступного сезону футболіст дебютував у розіграші кубку України. 21 вересня 2011 року «іллічі» у 1/16 фіналу розіграшу кубку сезону 2011–2012 років грали виїзний матч з луцькою «Волинню». Того дня маріупольська команда програла з розгромним рахунком — 7:1. Щоправда, Торніке відзначився єдиним голом, забитим у ворота «хрестоносців» на 62-й хвилині з передачі Олександра Кас'яна. На 83-й хвилині матчу арбітр, Ярослав Козик, призначив пенальті у ворота лучан, а Торніке мов його виконати, однак, воротар команди-суперника, Віталій Неділько, зловив м'яч.. Однак, команда не показувала гарних результатів ще восени, виконуючим обов'язків головного тренера було призначено Ігор Леонов. Нарівні із командою Окріашвілі втратив місце в основному складі й багато не відіграв — всього дев'ять матчів, не забивши жодного м'яча. Стільки ж Торніке зіграв за молодіжний склад команди у молодіжній першості. Під кінець сезону у команді знову змінився тренер. З 29 травня 2012 року тренерський штаб очолив Микола Павлов.
Наприкінці 2012 року за результатом інтернет-голосування Окріашвілі став володарем призу «World Sport Cup», що вручається раз на рік найкращому грузинському футболісту. У голосуванні Торніке набрав 642 голоси. Друге місце посів захисник нідерландського «Вітессе», Гурам Кашія, заробивши 588 голосів, а третє місце посів воротар тбіліського «Динамо», Давид Ларія, набравши 280 голосів. За даними «Instat Football», що займається статистичними даними у провідних чемпіонатах Європи, Торніке у сезоні 2012–2013 років став найкращим гравцем української Прем'єр-ліги за кількістю єдиноборств, 828 усього за сезон, вигравши 358 з них. За кількістю виграних єдиноборств грузина обігнали лише два гравці одеського «Чорноморця», Також 71% відборів м'яча, що їх проводив Фонтанелло, футболісту вдавалися, Лео Матос та Пабло Фонтанелло. Також футболіст посів третє місце серед усіх футболістів ліги за кількістю індивідуальних обіграшів (110 вдалих із 166 здійснених), після гравців харківського «Металіста», Марлоса та київського «динамівця» Андрія Ярмоленка. Серед іншого за статистичними даними саме на Окріашвілі частіше всього були здійснені фоли — 115 фолів за сезон. Однак, також футболіст відзначився негативними показниками — друге місце за кількістю втрат м'яча після гравця сімферопольської «Таврії», Антона Шиндера, а також Торніке посів шосте місце за кількістю зроблених ним фолів на інших футболістах — 58. Наприкінці сезону 2012–2013 років футболістом зацікавилося відразу декілька футбольних клубів України. Серед них — футбольний клуб «Севастополь» та одеський «Чорноморець», однак Торніке залишився у складі «азовців» на правах оренди.
26 липня 2013 року Торніке відіграв свій 50-й матч у чемпіонатах України, «Іллічівці» та в українській Прем'єр-лізі зокрема. Гра проходила у Харкові проти місцевого «Металіста», який «іллічі» програли з рахунком 2:0. У середині того ж сезону 2013–2014 років між Окріашвілі та головним тренером команди, Миколою Павловим, а також іще одним грузинським футболістом «азовців», Давидом Таргамадзе, стався конфлікт. Торніке та його партнер по клубу й збірній Давид після зборів у таборі національної збірної Грузії не поверталися у клуб довгий час. Через це Павлов виявив своє невдоволення і заявив, що хлопцям краще змінити клуб, а президент клубу Володимир Бойко заявив, що футболісти безвідповідальні та пожалкував про те, що його клуб пов'язаний із ними контрактами. Однак, за словами Таргамадзе, футболісти не змогли повернутися до клубного табору вчасно через проблеми з квитками в аеропорту.

#### «Чорноморець»
На початку 2014 року, 27 січня, Торніке перейшов на правах оренди до футбольного клубу «Чорноморець» з Одеси. Контракт розраховано на рік.
|                                                  | Насправді, за Окріашвілі ми стежили давно і хотіли запросити його ще влітку, але «Іллічівець» тоді наполіг на тому, щоб він залишився у Маріуполі. Зараз же з'явилася можливість запросити Торніке і ми скористалися. Оригінальний текст (рос.) На самом деле, за Окриашвили мы следили давно и хотели пригласить его еще летом, но «Ильичевец» тогда настоял на том, чтобы он остался в Мариуполе. Сейчас же появилась возможность пригласить Торнике и мы ей воспользовались. |
| — Сергій Керницький, ген. директор «Чорноморця», | |

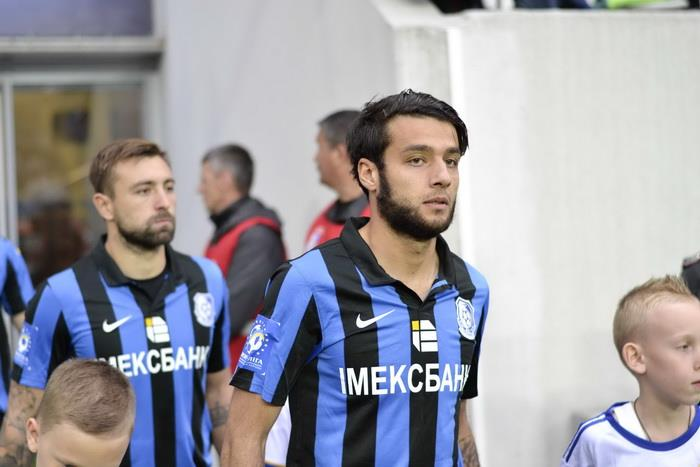
Торніке Окріашвілі (праворуч) та Олексій Антонов у складі «Чорноморця» перед матчем з київським «Динамо». 25 квітня 2014 року.

Як заявив агент футболіста, Бесо Чіхрадзе, головний тренер клубу, Роман Григорчук, вже давно цікавився цим футболістом й бажав бачити його у своїй команді ще пів року тому, влітку. Однак, «Іллічівець», з яким у Торніке був підписаний контракт, був проти переходу одного зі своїх лідерів. Підписавши контракт з одеською командою Торніке, зустрівся зі своїм колишнім одноклубником з «Іллічівця», Олексієм Антоновим. Олексій грав у складі «азовців» у сезоні 2010–2011 років й був одним з їх лідерів, однак, згодом покинув клуб. Перехід грузинського футболіста до складу «моряків» був обумовлений також й підвищенням у рівні виступів. Зокрема, одесити перед закінченням 2013 року забезпечили собі «єврокубкову весну», тобто ігри у плей-оф Ліги Європи, також вийшли до чвертьфіналу кубку країни, а також займали п'яту позицію у турнірній таблиці чемпіонату, відстаючи від лідера, донецького «Шахтаря», всього на шість очок. У той же час «іллічі» під кінець першої половини сезону займали дев'яту позначку у чемпіонаті, вилетіли з розіграшу кубку й не брали участі у міжнародних змаганнях.
Свій перший матч у новому клубі Торніке відіграв 20 лютого того ж року. До березня український чемпіонат був ще на перерві, а «моряки» на той час вперше в історії клубу потрапили до «єврокубкової весни», де наприкінці лютого відіграли два матчі з французьким «Олімпіком», з Ліона. Того дня Окріашвілі не потрапив у стартовий склад команди, що грала на домашньому стадіоні, а вийшов лише наприкінці зустрічі. На 86-й хвилині матчу грузин змінив французького івуарійця, Франка Джа Джедже. Однак, вихід на поле Торніке не змінив результат матчу. Зустріч закінчилася з рахунком 0:0. У наступному матчі-відповіді, що пройшов на стадіоні «Жерлан» у Франції, «моряки» програли з рахунком 1:0. Торніке вийшов тоді на поле на 89-й хвилині, змінивши Олексія Гая, однак, не зміг змінити рахунку.

#### «Генк»
28 липня 2014 року на офіційному сайті бельгійського футбольного клубу «Генк» з'явилася інформація про підписання контракту з Торніке Окріашвілі за схемою «3+2». У новому клубі грузинський легіонер обрав 49 номер. Сума трансфера не повідомлялася.. У Бельгії в першому сезоні зіграв у 23 матчах чемпіонату, а в першій частині чемпіонату Бельгії 2015/16 23-річний грузин провів лише 11 матчів, з яких тільки три починав у стартовому складі.
Через це 12 січня 2016 року Торніке був відданий в оренду в турецький «Ескішехірспор», який на той момент займав останнє, вісімнадцяте, місце в Суперлізі Туреччини, набравши тільки десять очок.

#### Статистика виступів
| Клуб | Ліга              | Сезон             | Чемпіонат | Чемпіонат | Чемпіонат | Кубок | Кубок | Кубок | Єврокубки | Єврокубки | Єврокубки | Інші змагання | Інші змагання | Інші змагання | Інші змагання | Всього | Всього | Всього |
| Клуб | Ліга              | Сезон             | Ігри      | Голи      | ГП        | Ігри  | Голи  | ГП    | Ігри      | Голи      | ГП        | Назва         | Ігри          | Голи          | ГП            | Ігри   | Голи   | ГП     |
| --- | ----------------- | ----------------- | --------- | --------- | --------- | ----- | ----- | ----- | --------- | --------- | --------- | ------------- | ------------- | ------------- | ------------- | ------ | ------ | ------ |
| «Генк» | ЛЖ                | 14-15             | 0         | 0         | 0         | 0     | 0     | 0     | —         | —         | —         | —             | —             | —             | —             | 0      | 0      | 0      |
| «Генк» | Всього            | Всього            | 0         | 0         | 0         | 0     | 0     | 0     | —         | —         | —         |               | —             | —             | —             | 0      | 0      | 0      |
| «Чорноморець» О                                                                                           | ПЛ                | 13-14             | 10        | 3         | 1         | 2     | 0     | 0     | 2         | 0         | 0         | —             | —             | —             | —             | 14     | 3      | 1      |
| «Чорноморець» О                                                                                           | Всього            | Всього            | 10        | 3         | 1         | 2     | 0     | 0     | 2         | 0         | 0         |               | —             | —             | —             | 14     | 3      | 1      |
| «Іллічівець»                                                                                              | ПЛ                | 13-14             | 10        | 0         | 0         | 1     | 0     | 0     | —         | —         | —         | —             | —             | —             | —             | 11     | 0      | 0      |
| «Іллічівець»                                                                                              | ПЛ                | 12-13             | 28        | 4         | 4         | 1     | 0     | 0     | —         | —         | —         | ПД            | 1             | 0             | ?             | 30     | 4      | 4      |
| «Іллічівець»                                                                                              | ПЛ                | 11-12             | 9         | 0         | 0         | 1     | 1     | 0     | —         | —         | —         | МП            | 9             | 0             | ?             | 18     | 1      | ?      |
| «Іллічівець»                                                                                              | ПЛ                | 10-11             | 10        | 0         | 2         | 0     | 0     | 0     | —         | —         | —         | —             | —             | —             | —             | 10     | 0      | 2      |
| «Іллічівець»                                                                                              | Всього            | Всього            | 57        | 4         | 6         | 3     | 1     | 0     | —         | —         | —         |               | 10            | 0             | ?             | 70     | 5      | 6      |
| «Шахтар» Д                                                                                                | ПЛ                | 10-11             | 0         | 0         | 0         | 0     | 0     | 0     | —         | —         | —         | ПД            | 13            | 3             | ?             | 13     | 3      | ?      |
| «Шахтар» Д                                                                                                | Всього            | Всього            | 0         | 0         | 0         | 0     | 0     | 0     | —         | —         | —         |               | 13            | 3             | ?             | 13     | 3      | ?      |
| «Гагра»                                                                                                   | УЛ                | 09-10             | 22        | 1         | ?         | 1     | 0     | ?     | —         | —         | —         | —             | —             | —             | —             | 23     | 1      | ?      |
| «Гагра»                                                                                                   | УЛ                | 08-09             | 1         | 0         | ?         | 0     | 0     | 0     | —         | —         | —         | —             | —             | —             | —             | 1      | 0      | ?      |
| «Гагра»                                                                                                   | Всього            | Всього            | 23        | 1         | ?         | 1     | 0     | ?     | —         | —         | —         |               | —             | —             | —             | 24     | 1      | ?      |
| Всього за кар'єру                                                                                         | Всього за кар'єру | Всього за кар'єру | 88        | 8         | 7         | 6     | 1     | ?     | 2         | 0         | 0         |               | 23            | 3             | ?             | 119    | 12     | 7      |
| УЛ — Умаглесі ліга; ПЛ — Прем'єр-ліга; ПД — першість дублерів; МП — молодіжна першість; ЛЖ — Ліга Жупіле. |                   |                   |           |           |           |       |       |       |           |           |           |               |               |               |               |        |        |        |
| Останнє оновлення 29 липня 2014                                                                           |                   |                   |           |           |           |       |       |       |           |           |           |               |               |               |               |        |        |        |

### Збірна
З 2009 року по 2011 рік Окріашвілі провів п'ять матчів у складі юнацької збірної Грузії (U-19), де забив три м'ячі. 14 листопада 2009 року, у віці 17-ти років, Торніке дебютував у складі молодіжної збірної Грузії у домашньому матчі проти одноліток з Ірландії, що проходив у столиці Грузії, Тбілісі на стадіоні «Міхеїл Месхі». Цей матч проходив у рамках відбіркового турніру до Чемпіонату Європи серед молодіжних команд 2011 року. Футболіст вийшов на поле у стартовому складі, граючи із перших хвилин він провів увесь матч на полі. Того дня грузини та ірландці зіграли з нічийним результатом 1:1. Всього футболіст у цьому відбірковому турнірі Окріашвілі відіграв сім матчів: три рази його команди вигравала, два відігравала нічию та два рази програвала. Однак, грузинська «молодіжка» так і не змогла вийти на цей престижний міжнародний турнір, посівши лише третє місце у групі 2, набравши лише 15 очок, а перше місце у тій же групі зайняла молодіжна збірна Швейцарії, набравши 20 очок. Наприкінці 2010 року — на початку 2011 року грузинська «молодіжка» провела три товариські гри. Саме в одній із них, проти однолітків із Греції Окріашвілі забив свій перший м'яч за молодіжну збірну. Гра проходила 11 жовтня 2010 року. Торніке відкрив рахунок на 89-й хвилині матчу й здобув для своєї збірної мінімальну перемогу з рахунком 1:0.
17 листопада 2010 року футболіст дебютував у складі національної збірної Грузії. Гра проходила у словенському місті Копер на стадіоні «Боніфіка» проти місцевої збірної Словенії. На поле Окріашвілі вийшов на 61-й хвилині матчу, замінивши Ніколоза Гелашвілі.. Свій перший м'яч у складі національної збірної Торніке забив 7 вересня 2012 року у матчі проти збірної Білорусі, що проходив у Тбілісі на стадіоні «Борис Пайчадзе». Це був перший офіційний матч футболіста у складі національної збірної і проходив у рамках кваліфікаційного етапу до чемпіонату світу 2014 року.
|                                                       | Я дуже радий через те, що ми перемогли і я зміг свій перший офіційний матч відзначити голом. У першому таймі нам було складніше, гра не йшла, але після перерви почали створювати гольові моменти. У другій половині мені вдалося зробити те, що я задумав. Голів такої індивідуальної майстерності й такої важливості я раніше не забивав. Оригінальний текст (рос.) Я очень рад, что мы победили и я смог свой первый официальный матч отметить голом. В первом тайме нам было посложнее, игра не ладилась, но после перерыва начали создавать голевые моменты. Во второй половине мне удалось сделать то, что я задумал. Голов такого индивидуального мастерства и такой важности я прежде не забивал. |
| — Торніке Окріашвілі після матчу зі збірною Білорусі, | |

Станом на початок 2014 року футболіст відіграв у національній збірній своєї країни 11 матчів, забивши лише один гол. П'ять з цих матчів були товариськими, а ще шість — матчами відбіркового турніру до «мундіалю».

#### Матчі
| 01 | 14 листопада 2009 | Тбілісі | Міхеїл Месхі                 | Ірландія (U-21)  | 1-1 | Євро 2011, кваліфікація |     |     |  | [ 40 ] |
| 02 | 18 листопада 2009 | Луґано  | Корнаредо                    | Швейцарія (U-21) | 0-1 | Євро 2011, кваліфікація |     |     |  | [ 46 ] |
| 03 | 3 березня 2010    | Тбілісі | Міхеїл Месхі                 | Естонія (U-21)   | 2-0 | Євро 2011, кваліфікація |     |     |  | [ 47 ] |
| 04 | 30 травня 2010    | Тбілісі | Борис Пайчадзе               | Швейцарія (U-21) | 0-0 | Євро 2011, кваліфікація |     |     |  | [ 48 ] |
| 05 | 11 серпня 2010    | Єреван  | Республіканський стадіон     | Вірменія (U-21)  | 3-2 | Євро 2011, кваліфікація |     |     |  | [ 49 ] |
| 06 | 4 вересня 2010    | Сакар'я | Ататюрк                      | Туреччина (U-21) | 1-0 | Євро 2011, кваліфікація |     |     |  | [ 50 ] |
| 07 | 7 вересня 2010    | Тбілісі | Міхеїл Месхі                 | Вірменія (U-21)  | 0-2 | Євро 2011, кваліфікація |     | 85' |  | [ 43 ] |
| 08 | 11 жовтня 2010    |         |                              | Греція (U-21)    | 1-0 | Товариський матч        | 89' |     |  | [ 41 ] |
| 09 | 24 березня 2011   |         |                              | Ізраїль (U-21)   | 0-2 | Товариський матч        |     | ?'  |  | [ 51 ] |
| 10 | 26 березня 2011   |         |                              | Албанія (U-21)   | 1-3 | Товариський матч        |     |     |  | [ 52 ] |
| 11 | 10 серпня 2011    | Оргіїв  | Районний спортивний комплекс | Молдова (U-21)   | 2-2 | Товариський матч        |     |     |  | [ 53 ] |
| 12 | 1 вересня 2011    | Кутаїсі | Стадіон імені Гіві Кіладзе   | Іспанія (U-21)   | 2-7 | Євро 2013, кваліфікація |     |     |  | [ 54 ] |
| 13 | 5 вересня 2011    | Луго    | Анксо Карро                  | Іспанія (U-21)   | 0-2 | Євро 2013, кваліфікація |     |     |  | [ 55 ] |
| 14 | 10 листопада 2011 | Луґано  | Корнаредо                    | Швейцарія (U-21) | 0-5 | Євро 2013, кваліфікація |     |     |  | [ 56 ] |
| 15 | 1 червня 2012     | Мінськ  | Динамо-Юні                   | Білорусь (U-20)  | 1-0 | Товариський матч        | 17' |     |  | [ 57 ] |
| 16 | 5 червня 2012     | Таллін  | А. Ле Кок Арена              | Естонія (U-21)   | 2-1 | Євро 2013, кваліфікація | 12' |     |  | [ 58 ] |

Всього: 16 матчів; 6 перемог, 3 нічиї, 7 поразок.
| 01 | 17 листопада 2010 | Копер      | Боніфіка             | Словенія   | 2-1 | Товариський матч      |     |       |  | [ 42 ] |
| 02 | 24 травня 2012    | Зальцбург  | Ред Булл Арена       | Туреччина  | 1-3 | Товариський матч      |     |       |  | [ 59 ] |
| 03 | 14 серпня 2012    | Діфферданж | Вілле де Діфферданж  | Люксембург | 2-1 | Товариський матч      |     |       |  | [ 60 ] |
| 04 | 7 вересня 2012    | Тбілісі    | Борис Пайчадзе       | Білорусь   | 1-0 | ЧС 2014, кваліфікація | 51' |       |  | [ 61 ] |
| 05 | 11 вересня 2012   | Тбілісі    | Борис Пайчадзе       | Іспанія    | 0-1 | ЧС 2014, кваліфікація |     |       |  | [ 62 ] |
| 06 | 12 жовтня 2012    | Гельсінкі  | Олімпійський стадіон | Фінляндія  | 1-1 | ЧС 2014, кваліфікація |     | 41'   |  | [ 63 ] |
| 07 | 16 жовтня 2012    | Мінськ     | Динамо               | Білорусь   | 0-2 | ЧС 2014, кваліфікація |     | 45+1' |  | [ 64 ] |
| 08 | 6 лютого 2013     | Тирана     | Кемаль Стафа         | Албанія    | 2-1 | Товариський матч      |     |       |  | [ 65 ] |
| 09 | 14 серпня 2013    | Астана     | Астана Арена         | Казахстан  | 0-1 | Товариський матч      |     |       |  | [ 66 ] |
| 10 | 6 вересня 2013    | Тбілісі    | Борис Пайчадзе       | Франція    | 0-0 | ЧС 2014, кваліфікація |     | 37'   |  | [ 67 ] |
| 11 | 10 вересня 2013   | Тбілісі    | Борис Пайчадзе       | Фінляндія  | 0-1 | ЧС 2014, кваліфікація |     |       |  | [ 68 ] |

Всього: 11 матчів; 4 перемоги, 2 нічиї, 5 поразок.

## Титули та досягнення

### Україна
«Чорноморець» Одеса:
- Півфіналіст Кубка України (1): 2013–2014.

### Індивідуальні
- Володар призу «World Sport Cup 2012»[18][19]